# Opawa (Nouvelle-Zélande)
Opawa est une banlieue interne de la ville de Christchurch, située dans l'Île du Sud de la Nouvelle-Zélande.

## Situation
Elle est localisée à 2,5 kilomètres au sud-est du centre de la cité de Christchurch.

## Toponymie
Le nom est une contraction de Ōpāwaho, qui signifie une place de ('o') en dehors du pā ou hors ('paawaho')  en langue Māori.
Ōpāwaho ou Opaawaho est le nom Māori pour le fleuve Heathcote .